# Ciprian Daroczi
Nicolae Ciprian Daroczi (n. 15 mai 1998, Pitești, România) este un bober român.

## Carieră
Prima sa participare la o competiție pe plan internațional a fost în anul 2017 la Cupa Europei de la La Plagne. Fiind împingător a câștigat apoi multe medalii la Campionate de Tineret (sub 23) dintre care medaliile de aur la Mondialele din 2020 și 2021 în proba de bob de 2 persoane cu pilotul Mihai Tentea.
A participat la trei Campionate Europene, începând cu 2020. Cel mai bun rezultat a fost locul 8 la Campionatul European din 2021 de la Winterberg. În plus el a participat la trei Campionate Mondiale, din 2019 până în 2021. Cel mai bun rezultat a fost locul 10 la Campionatul Mondial din 2020 de la Altenberg. În 2018 a participat la Jocurile Olimpice din 2018 de la Pyeongchang. Cu pilotul Mihai Tentea s-a clasat pe locul 18. La Jocurile Olimpice din 2022 de la Beijing a obținut locul 16 în proba de bob-2 și locul 13 în proba de bob-4.
Este antrenat de Iulian Păcioianu, fost bober și de trei ori participant la Jocurile Olimpice.

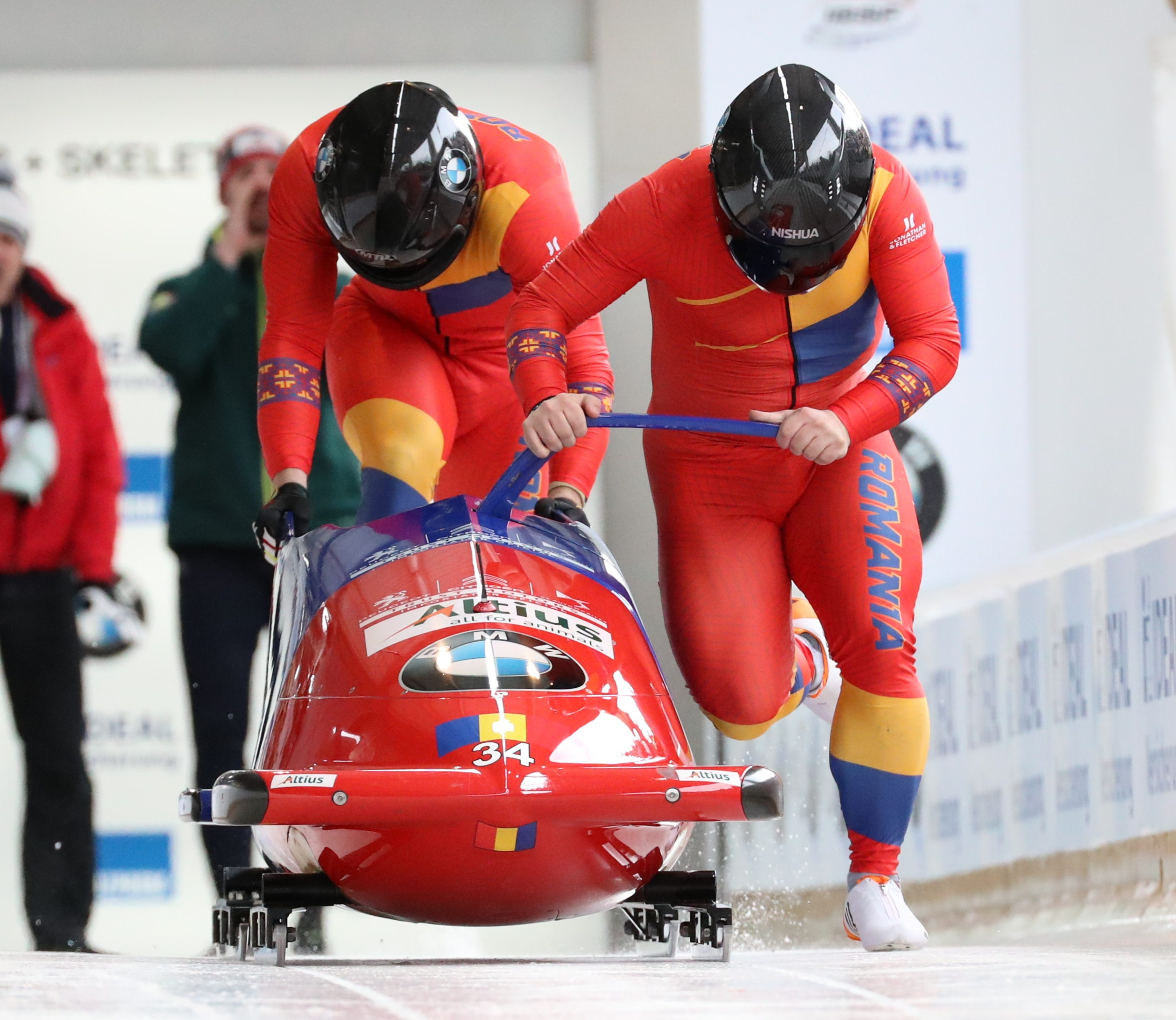
La Campionatul Mondial din 2020
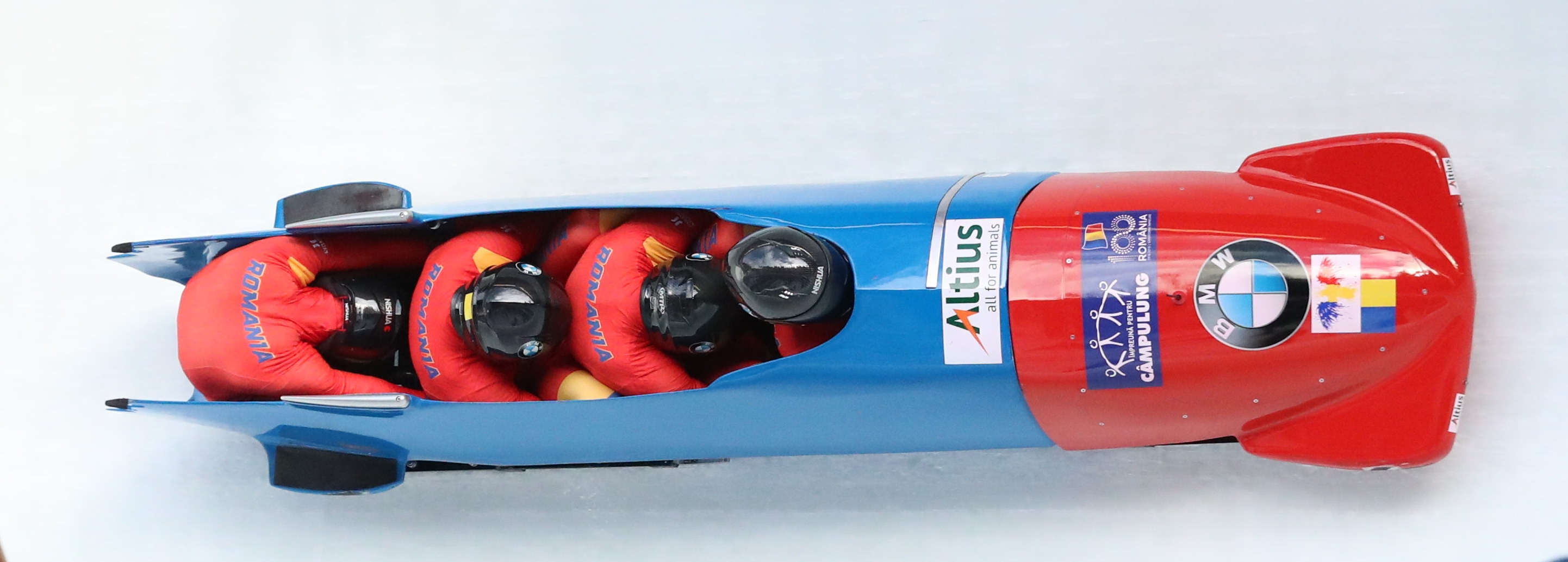
La Campionatul Mondial din 2020
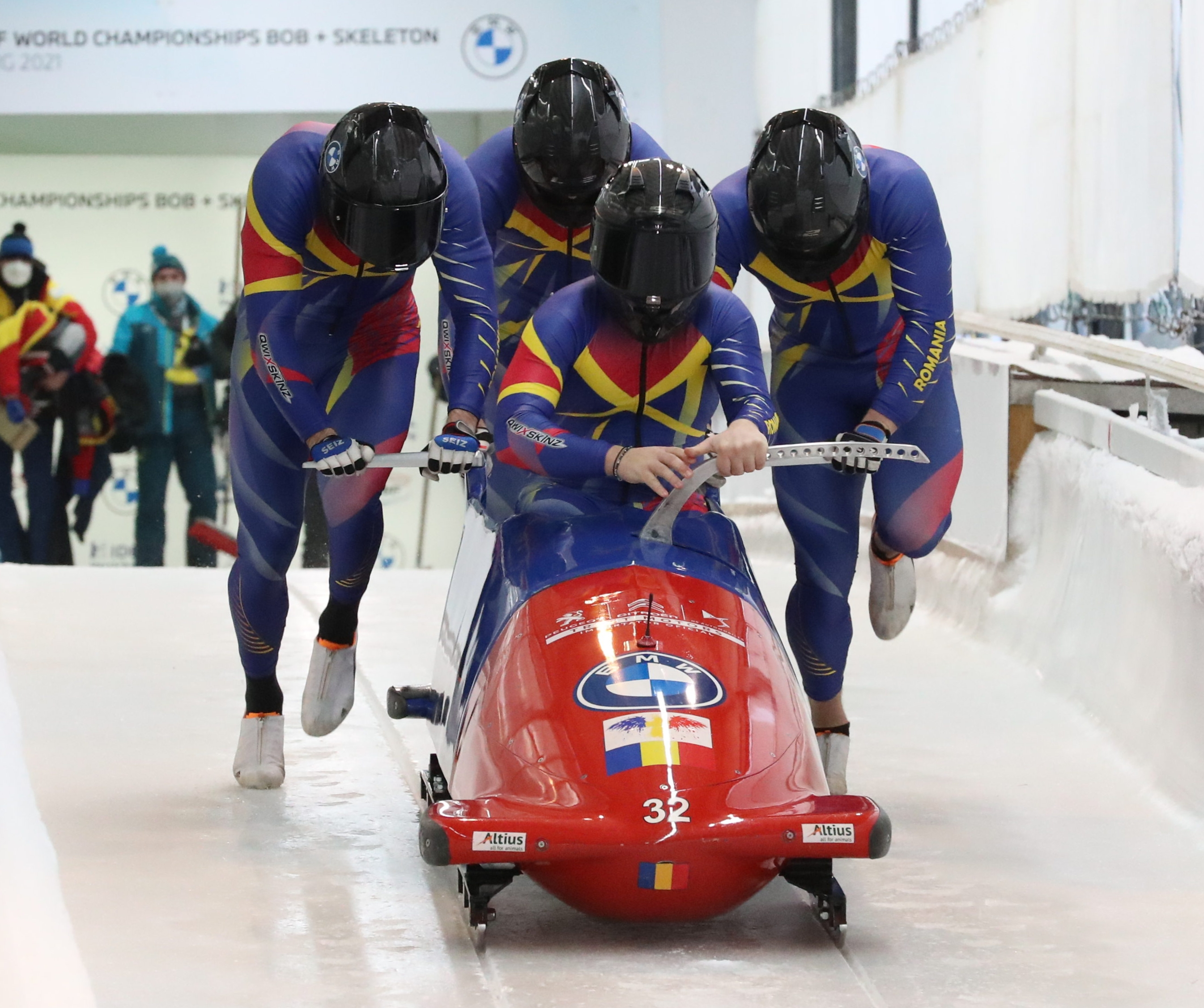
La Campionatul Mondial din 2021

## Realizări
| An   | Competiție                      | Locație                    | Loc | Note  |
| ---- | ------------------------------- | -------------------------- | --- | ----- |
| 2018 | Campionatul Mondial de Tineret  | St. Moritz, Elveția        | 2   | bob-2 |
| 2018 | Campionatul Mondial de Tineret  | St. Moritz, Elveția        | 5   | bob-4 |
| 2018 | Jocurile Olimpice               | Pyeongchang, Coreea de Sud | 18  | bob-2 |
| 2019 | Campionatul European de Tineret | Innsbruck, Austria         | 1   | bob-4 |
| 2019 | Campionatul European de Tineret | Sigulda, Letonia           | 1   | bob-2 |
| 2019 | Campionatul Mondial de Tineret  | Königssee, Germania        | 3   | bob-2 |
| 2019 | Campionatul Mondial de Tineret  | Königssee, Germania        | 2   | bob-4 |
| 2019 | Campionatul Mondial             | Whistler, Canada           | 22  | bob-2 |
| 2020 | Campionatul European de Tineret | Innsbruck, Austria         | 2   | bob-2 |
| 2020 | Campionatul Mondial de Tineret  | Winterberg, Germania       | 1   | bob-2 |
| 2020 | Campionatul European            | Sigulda, Letonia           | 9   | bob-2 |
| 2020 | Campionatul Mondial             | Altenberg, Germania        | 10  | bob-2 |
| 2020 | Campionatul Mondial             | Altenberg, Germania        | 19  | bob-4 |
| 2021 | Campionatul European            | Winterberg, Germania       | 8   | bob-2 |
| 2021 | Campionatul European            | Winterberg, Germania       | 11  | bob-4 |
| 2021 | Campionatul Mondial de Tineret  | St. Moritz, Elveția        | 1   | bob-2 |
| 2021 | Campionatul Mondial             | Altenberg, Germania        | 17  | bob-2 |
| 2021 | Campionatul European de Tineret | Königssee, Germania        | 1   | bob-2 |
| 2022 | Campionatul European            | St. Moritz, Elveția        | 15  | bob-2 |
| 2022 | Campionatul European            | St. Moritz, Elveția        | 15  | bob-4 |
| 2022 | Jocurile Olimpice               | Beijing, China             | 16  | bob-2 |
| 2022 | Jocurile Olimpice               | Beijing, China             | 13  | bob-4 |